# Cataratas Krimml
Las cataratas o cascadas Krimml (en alemán: Krimmler Wasserfälle), con una altura total de 380 metros, forman la cascada más alta de Austria. Las cataratas se forman a partir del río Krimmler Ache y se encuentran cerca del pueblo de Krimml, en el parque nacional Hohe Tauern en el estado de Salzburgo.

## Saltos

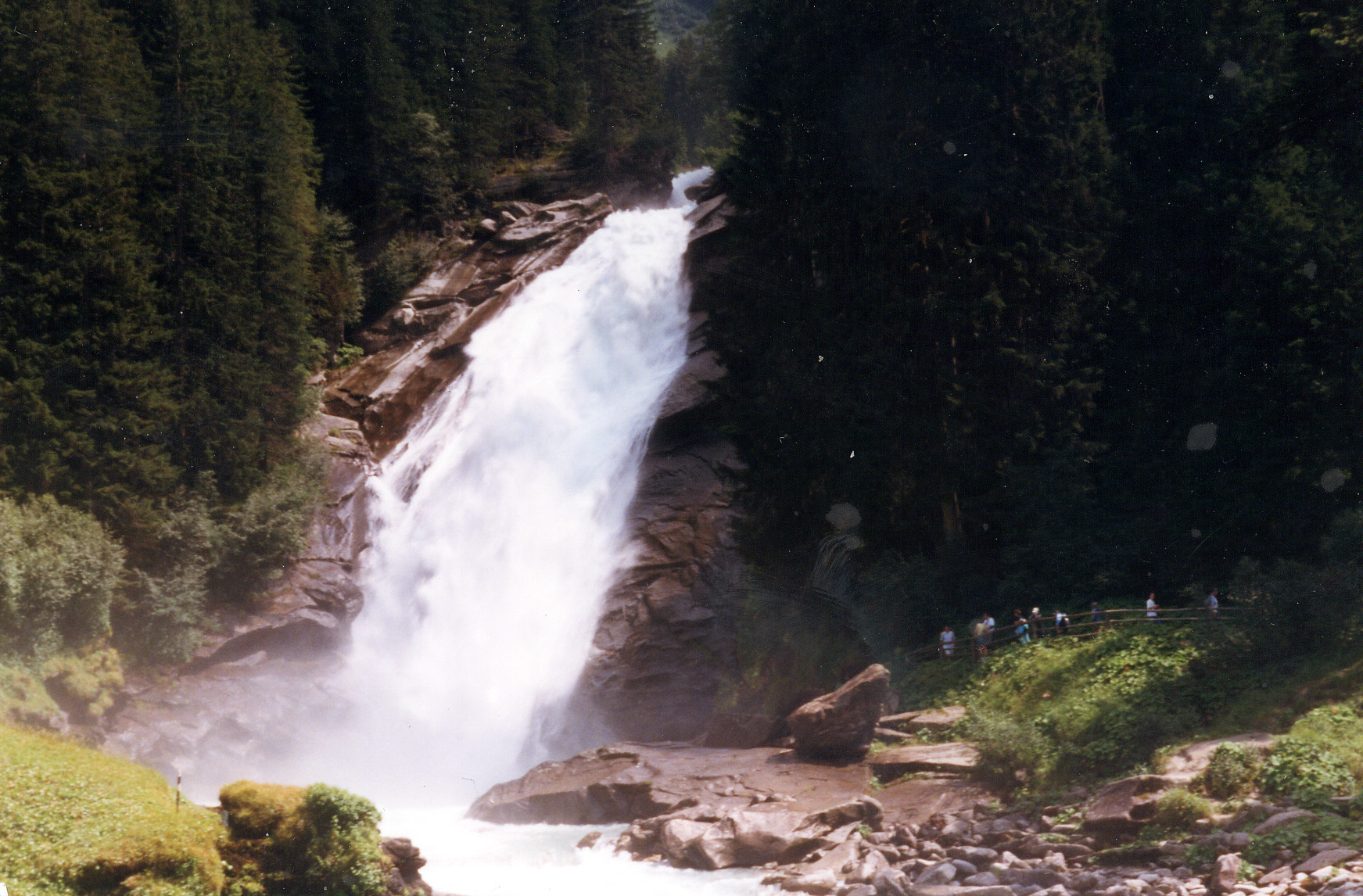
El nivel más bajo de la Krimmler Wasserfälle, la cascada más grande de Austria.

Krimmler Wasserfälle es una cascada por niveles. La cascada se inicia en el Krimmler Ache, en la parte superior de la Achendal Krimmler, y desciende en tres etapas. La etapa superior tiene una caída de 140 metros, la media de 100 metros, y la inferior una caída de 140 metros.

## Caudal
El Krimmler Ache es una corriente glacial cuyo caudal varía mucho con la temporada. El caudal en junio y julio es de 20.000 m³ por hora, mientras que en febrero, está a sólo 500 m³/h. El mayor caudal se midió el 25 de agosto de 1987, cuando era de 600.000 m³/h.
Después de las cataratas, el río se une al río Salzach, que desemboca en el Eno, a continuación, en el río Danubio y, finalmente, hasta el mar Negro.

## Turismo
Para garantizar que los turistas puedan ver más de la cascada sin dificultad, Ignaz von Kürsinger, de la ciudad de Mittersill, creó una ruta de acceso a la parte superior de la cascada. En 1879, el Club Alpine Austriaco mejoró la carretera para ofrecer una visión más panorámica. Las cataratas son visitadas anualmente por cerca de 400.000 personas. Hay un impacto negativo en los residentes locales, debido al alto nivel de tráfico en un pueblo pequeño, y también al desgaste de la carretera.